# Водное поло на летней Спартакиаде народов СССР 1979
Турнир по водному поло на VII летней Спартакиаде народов СССР был проведён с 13 по 23 июля 1979 года в Москве.
В соревнованиях приняли участие сборные команды от 13 союзных республик (всех, кроме Латвийской и Эстонской ССР), городов Москвы и Ленинграда и приглашённые команды Австралии, Испании, Румынии и Югославии. Турнир проводился в три этапа — предварительный, полуфинальный и финальный. Игры проходили в открытом бассейне Центрального стадиона имени В. И. Ленина. Победителем стала сборная Москвы.

## Предварительный этап
На предварительном этапе команды были разбиты на четыре подгруппы, внутри которых сыграли по круговой системе. По две команды из подгрупп вышли в полуфинальный этап. Команды, занявшие в подгруппах третье место, стали участниками утешительных матчей за 13—16-е места, а занявшие четвёртое место — матчей за 17—19-е места. Приглашённые иностранные сборные от участия в матчах предварительного этапа были освобождены.

### Первая подгруппа
|                  | 1    | 2   | 3    | И | В | Н | П | М     | О |
| ---------------- | ---- | --- | ---- | - | - | - | - | ----- | - |
| 1. РСФСР         |      | 7:5 | 12:5 | 2 | 2 | 0 | 0 | 19:10 | 4 |
| 2. Узбекская ССР | 5:7  |     | 6:5  | 2 | 1 | 0 | 1 | 11:12 | 2 |
| 3. Литовская ССР | 5:12 | 5:6 |      | 2 | 0 | 0 | 2 | 10:18 | 0 |

13 июля
- РСФСР — Литовская ССР — 12:5

14 июля
- РСФСР — Узбекская ССР — 7:5

15 июля
- Узбекская ССР — Литовская ССР — 6:5

### Вторая подгруппа
|                    | 1    | 2   | 3    | 4   | И | В | Н | П | М     | О |
| ------------------ | ---- | --- | ---- | --- | - | - | - | - | ----- | - |
| 1. Казахская ССР   |      | 7:2 | 11:2 | 2:1 | 3 | 3 | 0 | 0 | 20:5  | 6 |
| 2. Белорусская ССР | 2:7  |     | 7:4  | 7:3 | 3 | 2 | 0 | 1 | 16:14 | 4 |
| 3. Туркменская ССР | 2:11 | 4:7 |      | 4:3 | 3 | 1 | 0 | 2 | 10:21 | 2 |
| 4. Таджикская ССР  | 1:2  | 3:7 | 3:4  |     | 3 | 0 | 0 | 3 | 7:13  | 0 |

13 июля
- Белорусская ССР — Таджикская ССР — 7:3
- Казахская ССР — Туркменская ССР — 11:2

14 июля
- Туркменская ССР — Таджикская ССР — 4:3
- Казахская ССР — Белорусская ССР — 7:2

15 июля
- Белорусская ССР — Туркменская ССР — 7:4
- Казахская ССР — Таджикская ССР — 2:1

### Третья подгруппа
|                        | 1   | 2   | 3   | 4   | И | В | Н | П | М     | О |
| ---------------------- | --- | --- | --- | --- | - | - | - | - | ----- | - |
| 1. Украинская ССР      |     | 5:4 | 7:4 | 7:6 | 3 | 3 | 0 | 0 | 19:14 | 6 |
| 2. Азербайджанская ССР | 4:5 |     | 9:1 | 8:5 | 3 | 2 | 0 | 1 | 21:11 | 4 |
| 3. Армянская ССР       | 4:7 | 1:9 |     | 5:3 | 3 | 1 | 0 | 2 | 10:19 | 2 |
| 4. Ленинград           | 6:7 | 5:8 | 3:5 |     | 3 | 0 | 0 | 3 | 14:20 | 0 |

13 июля
- Армянская ССР — Ленинград — 5:3
- Украинская ССР — Азербайджанская ССР — 5:4

14 июля
- Азербайджанская ССР — Армянская ССР — 9:1
- Украинская ССР — Ленинград — 7:6

15 июля
- Азербайджанская ССР — Ленинград — 8:5
- Украинская ССР — Армянская ССР — 7:4

### Четвёртая подгруппа
|                   | 1    | 2    | 3    | 4    | И | В | Н | П | М     | О |
| ----------------- | ---- | ---- | ---- | ---- | - | - | - | - | ----- | - |
| 1. Москва         |      | 6:4  | 12:2 | 10:5 | 3 | 3 | 0 | 0 | 28:11 | 6 |
| 2. Грузинская ССР | 4:6  |      | 10:1 | 10:3 | 3 | 2 | 0 | 1 | 24:10 | 4 |
| 3. Киргизская ССР | 2:12 | 1:10 |      | 6:4  | 3 | 1 | 0 | 2 | 9:26  | 2 |
| 4. Молдавская ССР | 5:10 | 3:10 | 4:6  |      | 3 | 0 | 0 | 3 | 12:26 | 0 |

13 июля
- Москва — Киргизская ССР — 12:2
- Грузинская ССР — Молдавская ССР — 10:3

14 июля
- Киргизская ССР — Молдавская ССР — 6:4
- Москва — Грузинская ССР — 6:4

15 июля
- Грузинская ССР — Киргизская ССР — 10:1
- Москва — Молдавская ССР — 10:5

## Полуфинальный этап
К восьми командам, успешно выступившим на предварительном этапе, добавились четыре приглашённые сборные. Участники полуфинального этапа провели матчи в двух группах. Победители групповых турниров вышли в финал, а команды, занявшие вторые места, получили возможность сыграть за бронзу.
Победителем полуфинала в группе А стала сборная Грузии, опередившая сильные коллективы РСФСР и Украины. В группе Б три команды набрали одинаковое количество очков как в целом, так и матчах между собой. По лучшей общей разнице забитых и пропущенных мячей победителем группы стала сборная Москвы.

### Группа А
|                    | 1   | 2   | 3   | 4   | 5   | 6   | И | В | Н | П | М     | О |
| ------------------ | --- | --- | --- | --- | --- | --- | - | - | - | - | ----- | - |
| 1. Грузинская ССР  |     | 6:6 | 7:6 | 7:5 | 6:6 | 7:6 | 5 | 3 | 2 | 0 | 33:29 | 8 |
| 2. РСФСР           | 6:6 |     | 8:7 | 1:0 | 7:4 | 5:6 | 5 | 3 | 1 | 1 | 27:23 | 7 |
| 3. Украинская ССР  | 6:7 | 7:8 |     | 4:4 | 7:4 | 7:6 | 5 | 2 | 1 | 2 | 31:29 | 5 |
| 4. Румыния         | 5:7 | 0:1 | 4:4 |     | 7:6 | 7:6 | 5 | 2 | 1 | 2 | 23:24 | 5 |
| 5. Испания         | 6:6 | 4:7 | 4:7 | 6:7 |     | 7:5 | 5 | 1 | 1 | 3 | 27:32 | 3 |
| 6. Белорусская ССР | 6:7 | 6:5 | 6:7 | 6:7 | 5:7 |     | 5 | 1 | 0 | 4 | 29:33 | 2 |

17 июля
- Испания — Белорусская ССР — 7:5
- РСФСР — Грузинская ССР — 6:6
- Румыния — Украинская ССР — 4:4

18 июля
- Грузинская ССР — Украинская ССР — 7:6
- Белорусская ССР — РСФСР — 6:5
- Румыния — Испания — 7:6

19 июля
- Румыния — Белорусская ССР — 7:6
- РСФСР — Украинская ССР — 8:7
- Грузинская ССР — Испания — 6:6

21 июля
- РСФСР — Румыния — 1:0
- Украинская ССР — Испания — 7:4
- Грузинская ССР — Белорусская ССР — 7:6

22 июля
- Украинская ССР — Белорусская ССР — 7:6
- Грузинская ССР — Румыния — 7:5
- РСФСР — Испания — 7:4

### Группа Б
|                        | 1    | 2   | 3   | 4   | 5    | 6   | И | В | Н | П | М     | О |
| ---------------------- | ---- | --- | --- | --- | ---- | --- | - | - | - | - | ----- | - |
| 1. Москва              |      | 7:9 | 9:3 | 8:3 | 10:5 | 7:4 | 5 | 4 | 0 | 1 | 41:24 | 8 |
| 2. Югославия           | 9:7  |     | 4:5 | 8:4 | 3:1  | 4:3 | 5 | 4 | 0 | 1 | 28:20 | 8 |
| 3. Казахская ССР       | 3:9  | 5:4 |     | 7:4 | 9:6  | 3:2 | 5 | 4 | 0 | 1 | 27:25 | 8 |
| 4. Узбекская ССР       | 3:8  | 4:8 | 4:7 |     | 5:4  | 6:6 | 5 | 1 | 1 | 3 | 22:33 | 3 |
| 5. Азербайджанская ССР | 5:10 | 1:3 | 6:9 | 4:5 |      | 4:3 | 5 | 1 | 0 | 4 | 20:30 | 2 |
| 6. Австралия           | 4:7  | 3:4 | 2:3 | 6:6 | 3:4  |     | 5 | 0 | 1 | 4 | 18:24 | 1 |

17 июля
- Узбекская ССР — Азербайджанская ССР — 5:4
- Москва — Казахская ССР — 9:3
- Югославия — Австралия — 4:3

18 июля
- Казахская ССР — Югославия — 5:4
- Москва — Азербайджанская ССР — 10:5
- Узбекская ССР — Австралия — 6:6

19 июля
- Азербайджанская ССР — Австралия — 4:3
- Югославия — Москва — 9:7
- Казахская ССР — Узбекская ССР — 7:4

21 июля
- Москва — Австралия — 7:4
- Югославия — Узбекская ССР — 8:4
- Казахская ССР — Азербайджанская ССР — 9:6

22 июля
- Югославия — Азербайджанская ССР — 3:1
- Казахская ССР — Австралия — 3:2
- Москва — Узбекская ССР — 8:3

## Финальный этап

### За 1—12-е места
Сборная Москвы выиграла золото Спартакиады в шестой раз. За команду, возглавляемую Михаилом Рыжаком, выступали ватерполисты «Динамо», МГУ и «Москвича», из которых только Юрий Митянин, Нугзар Мшвениерадзе и Владимир Сидореев становились победителями предыдущей Спартакиады.
23 июля
- За 1—2-е места. Москва — Грузинская ССР — 6:5
- За 3—4-е места. Югославия — РСФСР — 4:3
- За 5—6-е места. Казахская ССР — Украинская ССР — 7:6
- За 7—8-е места. Румыния — Узбекская ССР
- За 9—10-е места. Азербайджанская ССР — Испания
- За 11—12-е места. Австралия — Белорусская ССР

### За 13—16-е места
|                     | 13  | 14  | 15  | 16  | И | В | Н | П | М     | О |
| ------------------- | --- | --- | --- | --- | - | - | - | - | ----- | - |
| 13. Армянская ССР   |     | 7:5 | 5:3 | 4:3 | 3 | 3 | 0 | 0 | 16:11 | 6 |
| 14. Литовская ССР   | 5:7 |     | 6:4 | 8:6 | 3 | 2 | 0 | 1 | 19:17 | 4 |
| 15. Киргизская ССР  | 3:5 | 4:6 |     | 4:1 | 3 | 1 | 0 | 2 | 11:12 | 2 |
| 16. Туркменская ССР | 3:4 | 6:8 | 1:4 |     | 3 | 0 | 0 | 3 | 10:16 | 0 |

17 июля
- Армянская ССР — Туркменская ССР — 4:3
- Литовская ССР — Киргизская ССР — 6:4

18 июля
- Киргизская ССР — Туркменская ССР — 4:1
- Армянская ССР — Литовская ССР — 7:5

19 июля
- Литовская ССР — Туркменская ССР — 8:6
- Армянская ССР — Киргизская ССР — 5:3

### За 17—19-е места
|                    | 17  | 18  | 19  | И | В | Н | П | М     | О |
| ------------------ | --- | --- | --- | - | - | - | - | ----- | - |
| 17. Ленинград      |     | 8:5 | 4:2 | 2 | 2 | 0 | 0 | 12:7  | 4 |
| 18. Молдавская ССР | 5:8 |     | 6:5 | 2 | 1 | 0 | 1 | 11:13 | 2 |
| 19. Таджикская ССР | 2:4 | 5:6 |     | 2 | 0 | 0 | 2 | 7:10  | 0 |

17 июля
- Ленинград — Таджикская ССР — 4:2

18 июля
- Молдавская ССР — Таджикская ССР — 6:5

19 июля
- Ленинград — Молдавская ССР — 8:5

## Чемпионы
Москва: Алексей Бурков, Александр Григорьев, Александр Зеленчев, Михаил Иванов, Георгий Крупин, Юрий Митянин, Георгий Мшвениерадзе, Нугзар Мшвениерадзе, Майт Рийсман, Владимир Сидореев, Давид Сулакадзе, Евгений Шаронов. Тренер — Михаил Рыжак.